# Karboksipeptidaza D
Karboksipeptidaza D (EC 3.4.16.6, serinska karboksipeptidaza II žitarica, Saccharomyces cerevisiae KEX1 genski produkt, karboksipeptidaza Kex1, gen KEX1 serinska karboksipeptidaza, KEX1 karboksipeptidaza, KEX1 proteinaza, KEX1DELTAp, CPDW-II, serinska karboksipeptidaza, Phaseolus proteinaza) je enzim. Ovaj enzim katalizuje sledeću hemijsku reakciju
Preferenciono odvajanje C-terminalnih argininskih ili lizinskih ostataka
Ova karboksipeptidaza je optimalno aktivan na pH 4.5-6.0. Inhibira je diizopropil fluorofosfat, i senzitivna je na tiol-blokirajuće reagense.

## Literatura
- Nicholas C. Price; Lewis Stevens (1999). Fundamentals of Enzymology: The Cell and Molecular Biology of Catalytic Proteins (Third изд.). USA: Oxford University Press. ISBN 019850229X.
- Eric J. Toone (2006). Advances in Enzymology and Related Areas of Molecular Biology, Protein Evolution (Volume 75 изд.). Wiley-Interscience. ISBN 0471205036.
- Branden C; Tooze J. Introduction to Protein Structure. New York, NY: Garland Publishing. ISBN 0-8153-2305-0.
- Irwin H. Segel. Enzyme Kinetics: Behavior and Analysis of Rapid Equilibrium and Steady-State Enzyme Systems (Book 44 изд.). Wiley Classics Library. ISBN 0471303097.

## Spoljašnje veze
- Carboxypeptidase+D на 